# 제국의 시대
《제국의 시대: 1875-1914》는 영국의 역사학자 에릭 홉스봄이 1987년에 출판한 책이다. 이 책은 《혁명의 시대》에 이어 홉스봄이 집필한 "장기19세기"에 관한 3부작 중 세 번째 책이다. 
홉스봄이 묘사한 50년도 채 안 되는 기간은 경제 불황과 함께 시작되었지만, 비록 지배적인 영국 경제가 독일 경제와 미국 경제로 인해 약화되었지만 자본주의 세계 경제는 빠르게 회복되었다. 생산성의 증가는 상품의 흐름을 증가시키고 생활 수준을 증가시켰다. 그럼에도 불구하고, 국가적으로나 국제적으로나 불평등이 커지고 있었다. 문화권에서는 상류 중산층(부르주아)의 풍요로움으로 인해 점차 소외된 귀족의 백조의 노래인 벨 에포크 시대였다.
벨 에포크의 일부로서, 유럽과 서구 세계는 소수의 사소한 분쟁에 휘말린 평화 기간이기도 했다. 이것은 낙관주의가 만연한 시대인 미래에 큰 전쟁이 일어나지 않을 것이라는 대중적인 믿음으로 이어졌다. 동시에, 모든 나라의 군-산업단지는 전쟁이 닥칠 것을 대비해 분주히 물자를 비축하고 있었다. 그 배경에는 진보와 과학에 대한 믿음이 종교의 낡은 세력과 충돌하고 있었다. 식민지 체제를 통해 세계를 지배하고 있는 서구도 외국 문화에 대한 관심이 높아지고 있었다. 홉스봄이 이 시대를 정의하고 피할 수 없는 종말을 맞게 된 것은 내적 모순과 긴장이었다.
홉스완 3부작의 결말은 이중혁명(프랑스 혁명과 산업 혁명)으로 시작된 시대의 종말을 보게 된다. 마르크스주의자로 널리 인정받은 작가 홉스봄은 블라디미르 레닌에게 영감을 받아 자본주의의 발전을 1차 세계대전을 일으킨 제국주의의 발전과 연결시키며 추적한다. 이것이 자본주의의 몰락으로 이어질 것이라고 예견한 레닌과 달리 홉스봄은 18세기 후반부터 시작된 것과는 다른 형태로 자본주의가 살아남았다고 인정한다. 홉스봄에 따르면 자본주의는 경쟁 이념인 공산주의와 또 다른 혁명(러시아 혁명)의 위험에 직면하여 대중을 달래고 복지국가의 요구와 같은 일부 사회주의적 요구를 수용함으로써 살아남았다.

## 같이 보기
- 세계체제론